# Rauchvirus
Rauchvirus (veraltet: Bpp1virus, Bppunalikevirus, BPP-1-ähnliche Viren, englisch BPP-1-like viruses) ist eine Gattung von Viren im Realm Duplodnaviria, Klasse Caudoviricetes, Morphotyp Podoviren. Als natürliche Wirte dienen Bakterien. Die Gattung enthält derzeit (Stand Januar 2021) nur eine vom International Committee on Taxonomy of Viruses (ICTV) anerkannte Art (Spezies), d. h. sie ist monotypisch. Diese Spezies ist Bordetella-Virus BPP1 (daher auch Typusart). Es gibt jedoch weitere vorgeschlagene Spezies der Gattung, siehe Systematik.

## Aufbau

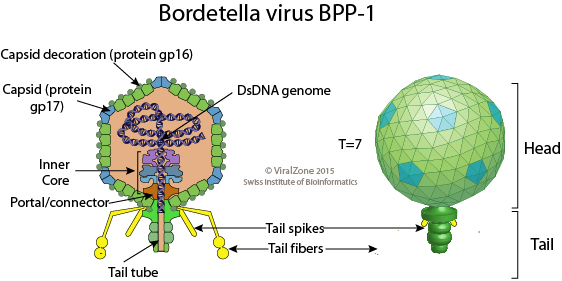
Schemazeichnung eines Virions der Spezies Bordetella-Virus BPP1, Querschnitt und Seitenansicht

Die Virusteilchen (Virionen) in der Gattung Rauchvirus sind unbehüllt und als Mitglieder der Ordnung Caudovirales mit Kopf-Schwanz-Aufbau. Der Kopf hat ikosaedrische Geometrie mit und Symmetrie mit Symmetrie T=7.
Der Durchmesser beträgt etwa 67 nm. Das Genom besteht aus dsDNA, ist unsegmentiert (monopartit), linear und etwa 42 kbp (Kilo-Basenpaare) lang. Es kodiert üblicherweise für etwa 50 Proteine. Die Bordetella-Phagen dieser Gattung enthalten eine RNA-abhängige DNA-Polymerasen, die eine Rolle beim Tropismus spielt.

## Replikationszyklus
Der Eintritt in die Wirtszelle erfolgt durch Injektion der dsDNA durch den Schwanz in die Wirtszelle. Die Virusreplikation erfolgt im Zytoplasma. Die Transkription erfolgt per DNA-Template. Die Freisetzung erfolgt durch Lyse. Die natürlichen Wirte sind Bakterien, die Übertragung geschieht durch passive Diffusion.

## Systematik
Die Systematik der Gattung Rauchvirus ist mit Stand Mai 2024 mit der einzigen vom ICTV offiziell bestätigten Spezies und weiteren Vorschlägen nach NCBI (Stand 10. Juli 2024) wie folgt:
Realm: Duplodnaviria, Reich: Heunggongvirae, Klasse: Caudoviricetes, Morphotyp: Podoviren
- Gattung: Rauchvirus (veraltet: Bpp1virus, Bppunalikevirus, BPP-1-ähnliche Viren, BPP-1-like viruses)

- Spezies: Rauchvirus BPP1 (Bordetella-Virus BPP1), mit 
  - Bordetella-Phage BIP-1
  - Bordetella-Phage BMP-1
  - Bordetella-Phage BPP-1 (Referenz oder „Exemplar“)

- Spezies: „Rauchvirus SR18“ (englisch „Caulobacter phage SR18“, „Caulobacter-Virus SR18“, Vorschlag) mit 
  - „Caulobacter bacteriophage SR18“

- Spezies: „Caulobacter-Phage BL94“ (englisch „Caulobacter phage BL94“, Vorschlag)
- Spezies: „Caulobacter-Phage Jess A“ (englisch „Caulobacter phage Jess A“, Vorschlag)
- Spezies: „Caulobacter-Phage RapA4“ (englisch „Caulobacter phage RapA“, Vorschlag)

Folgende früheren Vorschläge sind aktuell nicht mehr der Gattung Rauchvirus zugeordnet:
- Gattung: Ryyoungvirus

- Spezies: Burkholderia-Virus BcepC6B (wissenschaftlich Ryyoungvirus bcepC6B)

- aktuell ohne Gattungszuordnung

- Spezies: „Caulobacte-Phage RW“ (englisch „Caulobacter phage RW“, Vorschlag)